# Renée Metté
Pour les articles homonymes, voir Metté.
Renée Metté, née à Alexandrie le 18 avril 1915 et morte à Paris le 30 décembre 1996, est une résistante et déportée politique française, détenue au camp de concentration de  Ravensbrück. Libérée en 1945, elle est professeur agrégée de philosophie au lycée Lamartine puis au lycée Molière jusqu'à son départ à la retraite en 1980. 

## Biographie

### Famille
Renée Metté naît à Alexandrie le 18 avril 1915, six mois après la mort de son père, rédacteur français à l'hebdomadaire The Egyptian Gazette (en), tué à Longueval (Somme) lors de la Première Guerre mondiale. Elle devient de ce fait pupille de la Nation ainsi que son frère, André Metté.

### Résistance
Elle est étudiante en philosophie à Paris lorsqu’elle rejoint le mouvement « Ceux de la Résistance », l’un des cinq grands mouvements de Libération-Nord. Sous l'alias de « Nicole », elle fait partie du réseau MANIPULE, le service de renseignement du mouvement,. Le réseau a été créé officiellement en mars 1943 à la demande du Bureau central de renseignements et d'action (BCRA) de la France libre.  

### Arrestation et déportation
À la suite de la trahison d'un des membres du réseau, elle est arrêtée rue de Fleurus à Paris le 13 septembre 1943 avec Jean Roquigny, chef du sous-réseau Max, qu'elle venait de rejoindre, et sa femme Marie-Claire, une amie étudiante en philosophie.  
Déportée au camp de concentration de Ravensbrück par le convoi parti de Compiègne le 31 janvier 1944 (convoi I.175 dit « convoi des 27000 ») avec Marie-Claire Roquigny, elle est affectée à la fabrication de munitions anti-aériennes au Kommando industriel Holleischen du camp de Flossenbürg (Tchécoslovaquie). Elle est libérée en mai 1945.

### Après-guerre
De retour à Paris après sa libération, Renée prépare l’agrégation de philosophie. 
En 1946, elle rédige un témoignage sur les conditions de survie et de résistance à l’avilissement avec quatorze de ses codétenues survivantes, dont Germaine Tillion et Geneviève de Gaulle-Anthonioz, publié fin 1946. Renée Metté y évoque les conditions d'existence dans le Kommando industriel Holleischen.

« Et peu à peu nous avons appris à toujours mieux surmonter les vexations, les humiliations absurdes et raffinées qui nous étaient infligées. Car qu’était-ce, après tout, en regard des souffrances plus grandes, plus profondes, plus définitives, de nos camarades des camps d’extermination ? Qu’était-ce, après tout, auprès des résultats que nous attendions : la fin de l’oppression nazie et la victoire de la liberté ? Il s’agissait de sauver notre intégrité intérieure, consciente que le salut était dans la qualité de notre « moral », d’affirmer notre foi en notre cause et le peu d’importance que nous attachions à notre personne. »

Elle parlera ensuite rarement de Ravensbrück, si ce n’est pour dire « Ça n’a pas d’importance »

## Mort
Renée Metté meurt à Paris 18e, le 30 décembre 1996 à l'âge de 81 ans.

## Distinctions
Elle est reconnue « Déporté résistant »,.